# Villino Campi
Villino Campi è una dimora signorile che si trova nelle immediate vicinanze del lago di Garda, a Riva del Garda, che risale al XIX secolo. Appartiene all'amministrazione comunale.

## Origine del nome
Il primo nome della piccola villa fu Villa Lola, e solo in un secondo momento assunse la denominazione che poi ha mantenuto di Villino Campi, quando entrò tra i beni a disposizione di Luigi de Campi.

## Storia
Il villino fu costruito attorno al 1890 da Hermine Nadosij, di origini ungheresi, che ne fu la prima proprietaria anche se per breve tempo. Nadosij fu tra le pazienti a Vienna di Christoph Hartung von Hartungen che a Riva ebbe un suo sanatorio (il Sanatorium von Hartungen). Il villino abbe anche un piccolo porticciolo, del quale col tempo si sono perse le tracce. La Nadosij vendette al dottore un'altra villa nella città di Riva e fece costruire questo edificio subito dopo il 1890. La sua storia è quindi legata a quella di altri edifici storici nelle vicinanze e sul lungolago, il demolito Sanatorio von Hartungen e il recente Hotel Du Lac.
Alcuni progetti architettonici della costruzione sono conservati nell'archivio del comune di Riva.
Prima della fine del XIX secolo il villino cambiò proprietà poi, nel 1903, Villa Lola fu acquistata dallo studioso Luigi de Campi e divenne così Villa Campi. Nel 1949 venne poi venduta alla provincia autonoma di Trento infine, nel 1976, passò al comune di Riva.

### Utilizzo
A partire dal 1992 divenne un Centro Scientifico di studi idrobiologici provinciale e, dal secondo decennio del XXI secolo, è ritornato nelle disponibilità del comune di Riva del Garda.
Venne a lungo utilizzato per esposizioni e mostre temporanee ed è divenuto in seguito Centro di valorizzazione scientifica del Garda.

## Descrizione
L'edificio è una costruzione che segue lo stile dell'Art Nouveau della fine del XIX secolo ed è di dimensioni contenute.